# Geórgios Papandréou
Ne doit pas être confondu avec Giórgos Papandréou.
Pour les articles homonymes, voir Papandréou.
Geórgios Papandréou  (en grec Γεώργιος Παπανδρέου), né le 13 février 1888 à Kaletzi, en Achaïe, et mort le 1er novembre 1968 à Athènes, est un homme d'État grec. Il fut trois fois Premier ministre, du 26 avril 1944 au 3 janvier 1945, du 8 novembre 1963 au 30 décembre 1963 et du 18 février 1964 au 15 juillet 1965.

## Biographie
Il était le fils du prêtre Andréas Stavropoulos ; à la suite de la crise évangélique lui et son frère décident de changer de nom en 1901, prenant celui de Papandréou (« Fils du pope André »).
Il fit ses études de droit à l'université d'Athènes, puis en Allemagne. Elefthérios Venizélos le nomma gouverneur des îles de l'Égée, tout juste reconquises en 1917. Il resta à ce poste jusqu'en 1920. En 1923, il fut élu député de Mytilène.
De 1930 à 1932, il est ministre de l'Éducation du gouvernement Venizélos. Il lance un vaste programme de construction d'écoles. Déçu par les méthodes de certains vénizélistes dans les années 1930, il rompt avec eux et crée son propre mouvement.
Il est exilé lors de la dictature de Ioánnis Metaxás à Andros puis Cythère, et emprisonné lors de l'occupation nazie. Il s'évade et gagne l'Égypte où il devient Premier ministre du gouvernement en exil, puis du gouvernement d'union nationale qui revient diriger la Grèce, à la libération, en octobre 1944. Ce gouvernement est très critiqué en décembre 1944 lors de l'insurrection communiste, annonciatrice de la guerre civile grecque. Papandréou est rapidement remplacé par Nikolaos Plastiras, sous la pression britannique.
En 1950, il fonde un nouveau parti politique portant son nom et participa à différents gouvernements. À la fin des années 1950, il rejoignit le parti libéral et réussit à coaliser les différentes forces politiques centristes dans l'Union du centre en 1961. Il conteste la légitimité de la victoire électorale de la droite et de Konstantínos Karamanlís aux élections du 29 octobre 1961. Le 14 novembre, il entame la campagne de « lutte persistante » (ανένδοτο αγώνα). Il réussit à déstabiliser la droite et remporte les élections de novembre 1963. Sa victoire est confirmée aux élections de février 1964 où il réalise un score inégalé de 53 % des suffrages.
Son gouvernement d'Union du centre fait d'importantes réformes, principalement en matière d'éducation. Il se heurte cependant au roi Constantin II à propos du ministère de la Défense. Les affaires chypriotes lui causent du tort, tout comme ce que l'on a appelé l'affaire de l'ASPIDA dans l'armée à laquelle aurait été mêlé son fils Andréas Papandréou. Malgré tout, Geórgios Papandréou reste favori pour les législatives de mai 1967. Elles ne peuvent avoir lieu à cause du coup d'État des colonels, le 21 avril 1967.
Geórgios Papandréou est arrêté et placé en résidence surveillée. Il meurt en novembre 1968. Ses funérailles, suivies par un cinquième de la population d'Athènes, sont l'occasion d'une première protestation contre les colonels. Son épouse meurt en 1978.